# Daeda funerula
Daeda funerula är en insektsart som först beskrevs av Melichar 1902.  Daeda funerula ingår i släktet Daeda och familjen Flatidae. Inga underarter finns listade i Catalogue of Life.